# Coronigoniella bonita
Coronigoniella bonita är en insektsart som beskrevs av Young 1977. Coronigoniella bonita ingår i släktet Coronigoniella och familjen dvärgstritar. Inga underarter finns listade i Catalogue of Life.